# ボニータ・フリーデリシー
ボニータ・フリーデリシー（Bonita Friedericy, 1961年10月10日 - ）は、アメリカ合衆国シャーロッツビル出身の女優である。

## 出演作品

### テレビ
- ハート・オブ・ディクシー　ドクターハートの診療日記
- CHUCK/チャック（ダイアン・ベックマン）
- ザ・ホワイトハウス
- WITHOUT A TRACE/FBI 失踪者を追え!
- クリミナル・マインド FBI行動分析課
- CSI:科学捜査班
- ヴェロニカ・マーズ
- 堕ちた弁護士 -ニック・フォーリン-
- スター・トレック　エンタープライズ
- Scrubs〜恋のお騒がせ病棟
- バフィー 〜恋する十字架〜

### 映画
- SHOTGUN WEDDING/ショットガン・ウェディング
- ロード・オブ・セイラム
- エイリアン・レイダース
- クランク家のちょっと素敵なクリスマス